# 柯爾特M1877左輪手槍

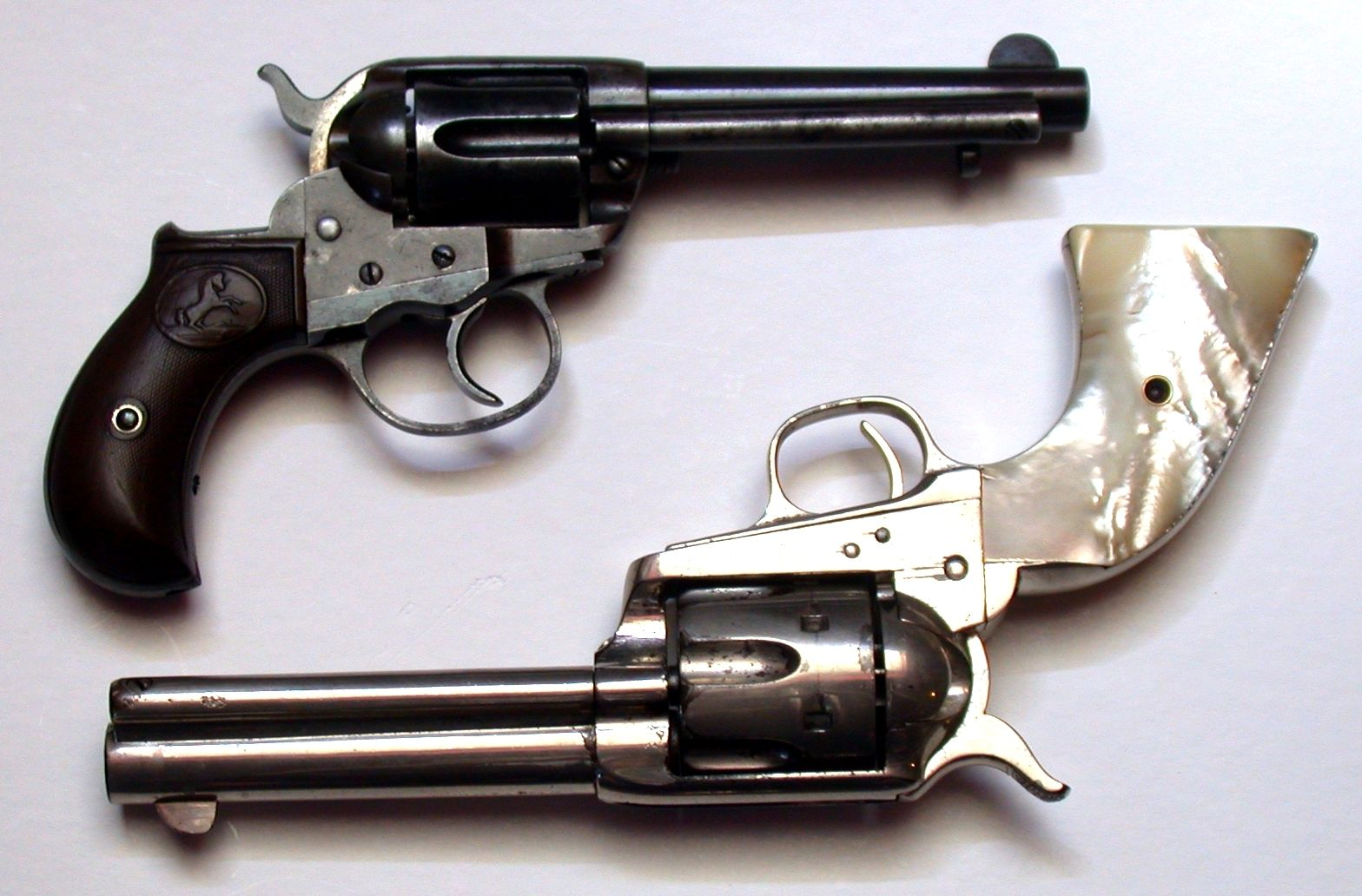
裝有拋殼桿的柯爾特“雷霆式”（圖上），與柯爾特單動式陸軍（圖下）相互比較。

柯爾特M1877左輪手槍（英語：Colt M1877）是一系列由美国康乃狄克州哈特福的槍械製造商柯爾特專利槍械生產公司所研製，並且在1877年1月至1909年之間生產了共166,849把的雙動操作六發式左輪手槍。M1877提供了三種口徑，分別借予它倆三個非官方的名稱：“造雨者式”、“閃電式”和“雷霆式”。各種型號之間的主要區別是它倆所裝填的彈藥：“造雨者式”發射.32長柯爾特手枪口徑子彈、“閃電式”發射.38長柯爾特手枪口徑子彈；和最後“雷霆式”發射.41長柯爾特手枪口徑子彈。各種型號的彈巢都具有六發彈藥容量。1877年，一款更早的.32長柯爾特口徑型號就以“造雨者”之名推出。

## 歷史
M1877是由柯爾特單動式陸軍M1873的發明者之一，威廉·梅森所設計的，而前者就是柯爾特公司在雙動左輪手槍的製造上的第一次嘗試。M1877是第一款成功的美國製雙動操作左輪手槍。
M1877出廠時提供兩種基本表面處理：裝有烤藍槍管和弹巢的鍍镍或表面硬化底把。該左輪手槍的槍管長度從2.5英寸到7.5英寸不等，並且裝有或不裝有拋殼桿和保護殼體。無拋殼桿的縮短槍管版本又被稱為“店主的特價商品”。
“閃電式”和“雷霆式”都並非柯爾特的名稱，亦不是原廠在任何參考材料當中所使用的名稱。這兩個術語都是由柯爾特的主要分銷商之一人本傑明·基特里奇所創造的。基特雷奇曾負責“單動式陸軍”的綽號“和平捍衛者”一詞，然後將柯爾特M1878雙動操作左輪手槍（通常稱為“邊境”型）題為“全能”，並且柯爾特新系列型號的各種口徑給予各種的暱稱。
M1877的早期型雙動機構被證明既複雜又細膩，因而容易出現破損。該設計卻因失敗而享有盛譽，並且贏得了“槍匠的最愛”的綽號。正因其復雜的設計和維修的困難，槍匠們至今仍不喜歡對其進行加工。槍械文摘將其稱為“有史以來最糟糕的雙動扳機機構”。通常而言，該扳機彈簧的失效，會將左輪手槍降為純單動開火模式。從外觀上而言，M1877與柯爾特單動式陸軍左輪手槍有著驚人的相似之處，但是前者的尺寸略有縮小，尺寸也較纖薄。標準表面處理為烤藍，配有表面彩色或鍍鎳底把。該槍的早期型以上裝有的是花梨木製方格防滑紋鳥頭狀握把，而後期生產的大多數該槍以上則是硬橡膠製握把。
“閃電式”是在维多利亚时代英國曼彻斯特偵探的首選的著名個人武器，然後是CID的負責人傑羅姆·卡米納達。美國舊西部法外之徒約翰·衛斯理·哈丁經常使用柯爾特M1877左輪手槍的“閃電式”和“雷霆式”版本。同樣地，.41口徑的M1877“雷霆式”是比利小子的首選武器，也是當他於1881年被派特·賈雷特警長射殺時所選用的武器。眾所周知，多克·霍利戴的腰帶以上亦附有鍍鎳柯爾特“雷霆式”左輪手槍，並且用作其M1873鍍鎳柯爾特的附帶槍械。兩者分別裝有象牙與珍珠製握把。

## 資料來源
1. 1 2  Flayderman, Norm. . Iola, WI: Krause Publications. 2001: 669. ISBN 0-87349-313-3.
2. 1 2 3 4  Herring, Hal. . TwoDot. 2008: 224. ISBN 0-7627-4508-8.
3. ↑  Gurr, Ted Robert. . SAGE. 1979: 145  [13 July 2012]. ISBN 978-0-8039-3228-9. （原始内容存档于2020-06-07）.
4. 1 2  Wood, JB. . Iola, WI: Krause Publications. 2001: 576. ISBN 978-0-87341-923-9.
5. ↑  Boorman, Dean K. . Lyons Press. 2004: 128. ISBN 978-1-59228-638-6.
6. ↑  Wilson, RL. . Edison, New Jersey: Chartwell Publications. 1992: 392. ISBN 978-0-7858-1892-2.
7. ↑  Kinard, Jeff. . . Weapons and warfare series. ABC-CLIO. 2004: 163. ISBN 978-1-85109-470-7.

## 外部連結
- （英文）—The Colt Revolver in the American West—Model 1877 Lightning. TheAutry.org